# Palladium (Göteborg)
 For alternative betydninger, se Palladium (flertydig). (Se også artikler, som begynder med Palladium)
Palladium var en biograf med én sal på Lilla Nygatan 2 i Göteborg, Sverige, som ved åbningen den 14. august 1919 havde 1028 pladser og ejedes af Palladiumbiograferna. Da den lukkede den 17. februar 2008 var biografen ejet af Svensk Filmindustri (SF) og havde 770 pladser. På parkettet var der 565 siddepladser fordelt på 21 rækker, og på balkonen fandtes 8 stolerækker med i alt 205 pladser. Lærredet størrelse var 6 × 15 meter og lydsystemet var DTS, Dolby SR-D, SR-D-EX och DTS-ES.
Palladiumbiograferna drev biografen i perioden 1919-80, Europafilm i 1980-84 og SF fra 1984 til lukningen i 2008.
Biografen blev i løbet af sine 89 år renoveret eller ombygget fem gange: i 1921, 1928, 1936, 1975 og 1996.

## Salen
Biografen Palladium åbnede den 14. august 1919 og havde da én sal med i alt 1048 siddepladser. Biografen blev senere bygget om, og antallet af sæder var en overgang 805 for senere at ende på 770, fordelt på 565 siddepladser på 21 rækker på parket og 8 rækker på balkonen med i alt 205 pladser. Loftet i salen var udsmykket med omfattande malerier indrammet af ornamentur.

### Lilla Palladium
Biografen åbnede en mindre sal med 69 siddepladser i den øvre foyer den 21. august 1975. Denne mindre sal blev dog lukket igen i 1996.

## Cinemiracle
Palladium viste i sommeren 1960 den eneste film, der gennem historien blev indspillet med Cinemiracle: Windjammer. Det var en teknik, der ligesom Cinerama byggede på et sammensat billede fra tre separate projektorer, hvilket var 1950'ernes films svar på den nye store trussel, fjernsynet. Teknikken bestod i at vise tre forskellige filmvinkler på et bredt rundet lærred med en så nøjagtig sammensætning som indspilning, lagring og afspilning tilsammen kunne opnå. Oplevelsen af denne bredformatteknik blev lydmæssigt suppleret af 7 analoge kanaler for tillsammen at skabe en følelse af nærhed.

## Projektorrum
Palladium har siden 1987 haft to 827 kg tunge filmprojektorer af støbejern af en model først blev produceret i 1955. De to Philips dp 70-maskiner blev flyttet til Palladium efter tidligere af have været brugt på den nu nedlagte biograf Spegeln i Helsingborg. Som modelnavnet antyder er det tale om projektorer som kan afspille 70 mm-film og brugen af støbejern har den fordel, at materialets tyngde og stabilitet effektivt hæmmer de rystelser, der ellers kan forstyrre filmoplevelsen.